# Крогаспе
Крогаспе (нем. Krogaspe) — община в Германии, в земле Шлезвиг-Гольштейн.
Входит в состав района Рендсбург-Экернфёрде. Подчиняется управлению Норторфер Ланд. Население составляет 447 человек (на 31 декабря 2010 года). Занимает площадь 11,82 км².